# Kentiopsis magnifica
Kentiopsis magnifica là loài thực vật có hoa thuộc họ Arecaceae. Loài này được (H.E.Moore) Pintaud & Hodel mô tả khoa học đầu tiên năm 1998.